# 藤森美恵子
藤森 美恵子（ふじもり みえこ、旧姓：大岩、1939年 - 2017年2月14日）は、日本のフィギュアスケート選手（ペアスケーティング・アイスダンス）、国際スケート連盟公認審判員、解説者。
夫は元日本スケート連盟会長代行の藤森光三、妹に元フィギュアスケート選手の長瀬洋子（旧姓 大岩）、義兄弟に1960年ローマオリンピックの競泳男子800m自由形リレーの銀メダリストの石井宏、甥に2024年パリオリンピックの総合馬術団体の銅メダリストの大岩義明、祖父に名古屋市長の大岩勇夫 がいる。
全日本フィギュアスケート選手権ペア優勝。世界フィギュアスケート選手権ペア日本代表。

## 経歴
1960年、小野長久とアイスダンスのカップルを組み全日本選手権で3位となる。1961年、道家豊とカップルを組み直し、出場した全日本選手権でも3位となった。
1962年から1963年は道家豊と組んでペアに出場し全日本選手権で優勝。1962年の世界フィギュアスケート選手権には、日本人としては初めてペアに出場し、13位となった。
引退後は「ジャッジが頑張って海外に出ていかないと、世界で戦える選手は育たない」と考え、ジャッジ活動をスタート。冬季オリンピックでは、1992年アルベールビルオリンピックから2010年バンクーバーオリンピックまで6度の五輪を経験した。また、J SPORTSで解説も務めていた。
2017年2月14日に脳梗塞により死去。

## 主な戦績
- 1959年-1960年までは小野長久とアイスダンス。
- 1960年-1961年は道家豊とアイスダンス。
- 1961年-1962年以降は道家豊とペアスケーティング。

| 大会/年      | 1959-60 | 1960-61 | 1961-62 | 1962-63 |
| ------------ | ------- | ------- | ------- | ------- |
| 世界選手権   |         |         | 13      |         |
| 全日本選手権 | 3       | 3       | 1       | 1       |